# Абсолютна музика
Абсолютна музика (нім. Absolute Musik; англ. Absolute music; фр. Musique pure) — у західноєвропейській музичній естетиці XIX століття — «чиста» інструментальна музика, тобто така, яка існує за специфічними іманентними законам «музично-прекрасного» і не пов'язана з позамузикальними, званими також «функціональними», атрибутами — насамперед, зі словом, а також з програмою будь-якого роду, з конкретним певним заголовком тощо
Вираз «absolute Musik» використовував Ріхард Вагнер як поняття, протилежне його «музичній драмі» (нім. Musikdrama) і «цілісного твору мистецтва» (нім. Gesamtkunstwerk). Абсолютна музика (вперше вираз зустрічається в програмі до 9-ї симфонії Бетховена) на його думку була хибним напрямком розвитку, в ході якого музика виявилася в ізоляції від решти мистецтв і від самого життя. Дев'яту симфонію Бетховена Вагнер розглядав як кульмінаційну вершину на цьому «хибному шляху», яку Бетховен подолав, включивши в фінал симфонії хор. На думку Вагнера, музика не повинна бути «метою» (нім. Zweck) творчого акту (в конкретному випадку — нової музичної драми), а повинна залишатися лише його «засобом» (Mittel).